# Confederación

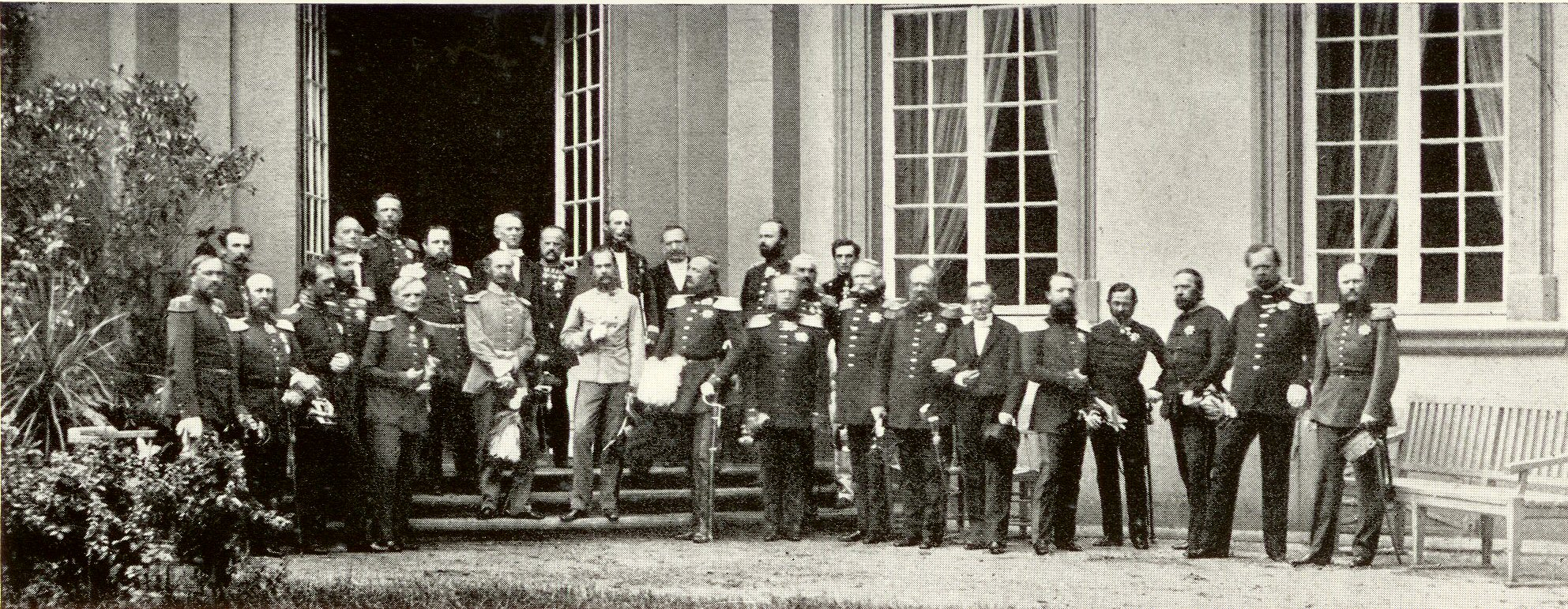
Fotografía de una reunión en 1863 entre los líderes de los diversos Estados monárquicos que conformaban la Confederación Germánica.

Suiza es el único país que actualmente se autodenomina "confederación", si bien su modelo político corresponde al de un Estado federal.

Los Estados Confederados de América (1861-1865) es una confederación desaparecida

Una confederación (en latín: confoederatīo) consiste en la unión de Estados que conservan su soberanía y se rigen por determinadas leyes comunes.
Históricamente, se hablaba de "confederación" en el caso de alianzas; por este motivo la palabra "confederación" aún se usa en instituciones de la sociedad civil no estatales (por ejemplo, la Confederación General del Trabajo de la República Argentina o la Confederación Europea de Sindicatos, etc.). Por esta razón el término confederación también se emplea para describir todo tipo de organización que combina la autoridad derivante de otros entes semiautónomos. En tal caso se pueden citar como ejemplos las confederaciones deportivas.
Sin embargo, la palabra confederación toma mucha más relevancia cuando se trata de alguna alianza permanente de Estados o alguna asociación o mancomunidad de Estados. Una confederación (también conocida como confederación o liga) es una unión política de Estados soberanos unidos con fines de acción común. El Diccionario de la Real Academia Española define la confederación como una unión o alianza entre Estados que conservan su soberanía, asentada sobre la base de un tratado, para gestionar la defensa, las relaciones exteriores y otros intereses comunes.  En términos de política moderna, es una unión permanente de Estados soberanos con fines de acción común. Generalmente se origina mediante pactos escritos, para luego establecer normas o leyes específicas que regulen y rijan este vínculo. Las confederaciones suelen formarse para encarar asuntos de índole mayor, como la defensa, las políticas migratorias, la creación de una moneda común, la lucha contra la pobreza, la integración social, etc.
Puede aplicarse al Derecho internacional público como asociación entre Estados soberanos, pero también se utiliza en Derecho privado para referirse a una forma de agremiación de varias asociaciones con un fin común.
La confederación se diferencia de la federación en que en la primera los miembros mantienen altas cotas de autonomía y el poder central está limitado, mientras que en la segunda los federados renuncian a una parte de sus competencias y el poder central es más fuerte. Es frecuente que los elementos que componen una confederación sean a su vez federaciones, y no unidades unitarias.
En la historia, las confederaciones exitosas se han mancomunado evolucionando hasta el grado de federaciones, merced a la gran integración y solidaridad de sus estados constituyentes.

## Derecho internacional
En Derecho Internacional, se denomina confederación a aquella asociación establecida entre Estados soberanos a través de tratados o constituciones comunes, destinada a lograr una complementariedad entre estos en diversos asuntos, como defensa o comercio.
El término confederación se aplica para referirse a diversos Estados a lo largo de la historia, como la Confederación Granadina, Confederación Americana de Venezuela (1811), Confederación Argentina, la Confederación Germánica, la Confederación Helvética, la Confederación Perú-Boliviana (1836-1839) y los Estados Confederados de América (1861-1865).
En el norte de España se formó durante la tercera guerra carlista una confederación bajo el pretendiente carlista Carlos María de Borbón y Austria-Este, autoproclamado Carlos VII, que aglutinó los territorios forales de Vizcaya, Álava, Guipúzcoa y Navarra, con ministerios comunes, moneda e infraestructura de transportes de ferrocarril. Esta confederación o "Estado Carlista" tuvo una vida efímera.[cita requerida]
En Argentina, durante parte del siglo XIX, primeramente al ser substituida la Unión de los Pueblos Libres de hecho (tras la Invasión luso-brasileña a la Provincia Oriental y a la Mesopotamia argentina que aplastó al artiguismo) las provincias con gobiernos federales se amalgamaron en una segunda etapa de Liga Federal hegemonizada por el caudillo bonaerense Juan Manuel de Rosas. Es entonces que las Provincias Unidas del Río de la Plata toman desde 1833 ya también el nombre oficial de Confederación Argentina, teniendo cada provincia su propio gobierno, su propio ejército, su propia constitución e incluso su propia moneda, aunque -tal como ocurriera desde la Guerra argentino-brasileña (1825 a 1828), tiempo en que se constituyó el primer Congreso Nacional Argentino- la ciudad y la provincia de Buenos Aires merced a su posición estratégica, al ser la única salida y entrada comercial ultramarina, tuvo la prerrogativa delegada por las otras provincias de las relaciones internacionales y de los impuestos aduaneros. Esto hasta 1853. Luego al separarse momentáneamente Buenos Aires (entonces la ciudad de Buenos Aires era la capital de la provincia homónima) de Argentina, las otras 13 provincias argentinas de esa época mantuvieron el nombre de Confederación Argentina. Tras la unión de Buenos Aires en 1860 a la Confederación, ésta realizó cambios adquiriendo la denominación de "nación". A pesar de ello, el término "Confederación Argentina" sigue siendo nombre oficial del país, al igual que otras denominaciones utilizadas en constituciones preexistentes (como República Argentina y Provincias Unidas del Río de la Plata). Actualmente la Confederación Argentina es una federación.
La Confederación Helvética: inicialmente la actual Suiza se organizó como confederación (en idioma alemán "Eidgenossenschaft"). Aún hoy Suiza mantiene como uno de sus nombres oficiales el de "Confederación Helvética" y el nombre completo oficial de Suiza es "Confederación Suiza", aunque en los hechos es más bien una federación.
La Confederación Perú-Boliviana fue un Estado desaparecido constituido por la confederación de tres Estados, dos de ellos de efímera existencia: El Estado Nor-Peruano, el Estado Sud-Peruano y el Estado de Bolivia (que a su vez era una república) bajo el gobierno del mariscal boliviano Andrés de Santa Cruz, supremo protector de la Confederación Perú-Boliviana, y a su vez, presidente de la República de Bolivia.
Asimismo, se puede considerar al Imperio Británico como una confederación parcial entre la metrópoli (Reino Unido de Gran Bretaña e Irlanda) y los dominios de Canadá (1867), Australia (1901), Nueva Zelanda (1907), Terranova (1907), la Unión Sudafricana (1910) y el Estado Libre Irlandés (1922), que se consideraban iguales a la metrópoli con una política exterior común. Este concepto sólo es aplicable parcialmente hasta 1931 (Estatuto de Westminster), aunque se mantiene hasta la II Guerra Mundial, y no incluye a los protectorados y colonias que conformaban el resto del Imperio, los que tenían limitaciones en su política interna.
Serbia y Montenegro (2003-2006), oficialmente Unión Estatal de Serbia y Montenegro, fue un Estado confederal constituido por las repúblicas de Serbia y Montenegro.
En la actualidad, la Unión Europea puede ser considerada un ejemplo cercano del concepto de confederación, al ser una agrupación de Estados soberanos que define políticas comunes en diversas áreas jurídicas, económicas o sociales. Así lo ha definido, por ejemplo, el Tribunal Constitucional alemán en la sentencia Maastricht de 12 de octubre de 1993.

## Estados confederados
En términos de estructura interna, todo Estado confederal está compuesto por dos o más Estados constituyentes, denominados Estados confederados. En cuanto a sus sistemas políticos, los estados confederados pueden tener formas de gobierno republicanas o monárquicas. Los que tienen una forma republicana (repúblicas confederadas) suelen denominarse estados (como los estados de la Confederación Americana, 1861-1865) o repúblicas (como las repúblicas de Serbia y Montenegro dentro de la antigua Unión Estatal de Serbia y Montenegro, 2003-2006) Los que tienen una forma de gobierno monárquica (monarquías confederadas) se definen por varios rangos jerárquicos (como los reinos de Irak y Jordania dentro de la Unión Árabe Hachemí, Federación Árabe de Irak y Jordania, en 1958).

## Confederaciones en la actualidad

### Federación de África Oriental

Mapa de la Federación de África Oriental

La Federación de África Oriental, es el nombre propuesto de una unión política de la actual Comunidad Africana Oriental (CAO) formada por seis naciones: Burundi, Kenia, Ruanda, Tanzania, Uganda, Sudán del Sur, Somalia y la República Democrática del Congo.
En el año 2010, la CAO lanzó su propio mercado común de bienes, labores y capital con la meta de conseguir una moneda común en 2012 y una federación política completa para el 2016. Metas que no se lograron alcanzar.
El 2018 se formó un consejo de 12 miembros para el inicio de las negociaciones y de los trámites para plantear un borrador de una futura constitución unificada para el año 2021 y aprobada dos años después, en 2023. Se ha propuesto adoptar primero un estado confederal donde cada nación conservaría su soberanía previo a un estado federal.

### Confederación de Estados del Sahel
El 6 de julio de 2024, al final de la primera cumbre de la Alianza de los Estados del Sahel (AES), el comunicado final anunció la creación de una confederación de los tres países de la AES, a saber, Malí, Burkina Faso y Níger. Fue en febrero de 2024 cuando las potencias militares de los tres países anunciaron la creación de la AES tras su retirada de la CEDEAO.

### Unión Europea

Mapa de la Unión Europea.

La Unión Europea posee algunos de los atributos de un Estado federal, pero su gobierno central tiene muchas menos atribuciones que el de la mayoría de las federaciones, de manera que se caracteriza como cierto tipo de unión supranacional, confederación moderna, unión continental o unión sin precedentes.
En particular los Estados de la Unión (UE) tienen derecho a obrar de forma independiente en asuntos de política exterior y defensa, así como la casi exclusividad en otros apartados de importancia, como el sistema fiscal o la Hacienda Pública, bajo ciertos parámetros.
Los Estados de la Unión son entidades soberanas e independientes de acuerdo al derecho internacional, y con capacidad de iure para separarse de la Unión. No obstante lo cual, delegan el ejercicio de su soberanía o, según el ámbito, lo ejercen en común, en el seno de la Unión Europea, que no es una alianza de Estados, sino una entidad con personalidad jurídica propia y única. Las instituciones europeas persiguen en su actuación, y a través de instrumentos propios, la defensa del interés general europeo o interés comunitario, que no es una mera anexión de los distintos intereses nacionales.
La doctrina comunitarista suele definir como método comunitario la conjunción más o menos armónica de dos tensiones dinámicas siempre presentes en el funcionamiento y el poder de la Unión, pero con distinta prevalencia en según qué ámbitos actúe, a saber: El intergubernamentalismo, que cristaliza en una cooperación más o menos intensa entre los Estados a través de la Unión y de su entramado institucional y jurídico, y en particular en el seno de la institución que más abiertamente acoge y representa los intereses nacionales en el ámbito europeo, esto es, el Consejo. A esta lógica responden la PESC y la cooperación policial y judicial en materia penal, si bien esta última se integra ya, con Lisboa, en el ámbito supranacional. El supranacionalismo, que se manifiesta más allá de una cooperación entre Estados a nivel comunitario, en una coordinación o supraordenación respetuosa de sus actuaciones e intereses bajo la primacía del interés general europeo y el interés común, cuya defensa se encomienda al Colegio de Comisarios, que actúa con la aprobación del Consejo y del Parlamento, y bajo el control de este último, ante quien responde, y del alto Tribunal de Justicia. Está integrado, fundamentalmente, por lo que desde Maastricht hasta Lisboa se ha venido conociendo como Pilar Comunitario (las tres Comunidades Europeas)
Podemos detectar también, si bien formalmente integrado en este último ámbito, lo que la doctrina viene denominando, dada la completa integración y el sometimiento a una política o sistema único europeo, el triángulo federal de la construcción comunitaria, que abarcaría las tres áreas materiales del Derecho y la política europeos que presentan, en coherencia con su muy avanzada integración y su propia naturaleza y vocación, un método de funcionamiento que, si bien no formalmente, materialmente responde al modo federal: la Unión Económica y Monetaria, el Sistema Judicial comunitario del TJUE y la ciudadanía europea (en los ámbitos en que despliegan su eficacia, que no es universal sino parcelaria).

### Estado de la Unión
En 1999, Rusia y Bielorrusia firmaron un tratado para formar una confederación,  que entró en vigor el 26 de enero de 2000.  Aunque recibió el nombre de Estado de la Unión y tiene algunas características de una federación, sigue siendo una confederación de dos estados soberanos. Su existencia ha sido vista como una indicación del apoyo político y económico de Rusia al gobierno bielorruso. La confederación fue creada con el objetivo de coordinar acciones comunes en materia de integración económica y asuntos exteriores. Sin embargo, muchas de las disposiciones del tratado aún no se han implementado. En consecuencia, The Times, en 2020, la describió como "una confederación en su mayor parte no implementada".

### Benelux

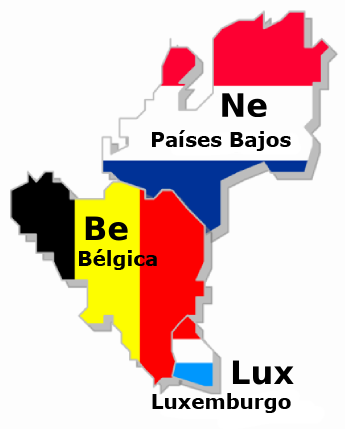
Mapa del Benelux.

El Benelux es una unión político-económica de los Estados de Bélgica, Países Bajos y Luxemburgo, vinculada por tratados y basada en el consenso entre los representantes de los Estados miembros.
Comparten parcialmente una política exterior común, especialmente en lo que respecta a sus armadas a través del BeNeSam. El ministro holandés de Defensa (2010-2012), Hans Hillen, llegó a decir en la radio belga que no es imposible que las tres fuerzas armadas de los Estados miembros se integren algún día en las "Fuerzas Armadas del Benelux".
Por ello, el Benelux es calificado a veces de "especie de confederación", por ejemplo, el ministro de Estado belga Mark Eyskens.

## Países que se denominan confederación

### Suiza
Suiza, oficialmente conocida como Confederación Helvética, es un ejemplo de país moderno que tradicionalmente se refiere a sí mismo como confederación, ya que el nombre oficial (y tradicional) de Suiza en alemán (la lengua mayoritaria de los suizos) es Schweizerische Eidgenossenschaft (literalmente "Camaradería Suiza por Juramento"), expresión que se tradujo al latín Confoederatio Helvetica (Confederación Helvética). Había sido una confederación desde sus inicios en 1291 como la Vieja Confederación Suiza, creada originalmente como alianza entre las comunidades de los valles de los Alpes centrales, hasta que se convirtió en federación en 1848, pero conserva el nombre de Confederación por razones de tradición histórica. La confederación facilitó la gestión de intereses comunes (como la liberación de la dominación exterior, especialmente del Imperio de los Habsburgo, el desarrollo de instituciones republicanas en una Europa dominada por las monarquías y el libre comercio) y garantizó la paz entre las distintas entidades culturales de la zona.
Tras la Guerra de la Sonderbund de 1847, en la que algunos de los cantones católicos de Suiza intentaron crear una unión separada (Sonderbund en alemán) contra la mayoría protestante, se celebró una votación y la mayoría de los cantones aprobó la nueva Constitución Federal que cambió el sistema político a uno de federación.

### Argentina
Argentina en el artículo 35 de su constitución reconoce como nombre oficial la denominación Confederación Argentina, junto a la denominaciones de Provincias Unidas del Rio de la Plata y República Argentina.

## Lista de confederaciones
- Antigua Confederación Suiza (1291-1799)
- Ciudades Confederadas del Valle del Cauca (1811-1815)
- Liga de los Pueblos Libres (1814-1820)
- Confederación Alemana del Norte (1867-1871)
- Confederación Argentina (1835-1862)
- Confederación de Canadá
- Confederación de Centroamérica (1842)
- Confederación del Ecuador (1824)
- Confederación del Rin (1806-1813)
- Confederación Gaya (42-532)
- Confederación Germánica (1815-1866)
- Confederación Granadina (1858-1863)
- Confederación Maratha (1674-1818)
- Confederación Perú-Boliviana (1836-1839)
- Estados Confederados de América (1861-1865)
- Federación Árabe de Irak y Jordania (1958)
- Federación de Repúblicas Árabes (1972-1977)
- Irlanda confederada (1642-1651)
- Liga Hanseática
- Provincias Unidas de los Países Bajos (1581-1795)
- Reino de Dinamarca y Noruega (1536-1814) (confederadas en unión personal)
- República Árabe Unida (1958-1961)
- República de las Dos Naciones (1569-1795)
- Senegambia (1982-1989)
- Serbia y Montenegro (2003-2006)
- Terra Mariana (1207-1561)
- Unión de Estados Africanos (1961-1963)
- Unión de Kalmar (1397-1523) (confederadas en unión personal)
- Unión entre Suecia y Noruega (1814-1905) (confederadas en unión personal)
- Imperio Austrohúngaro (1867-1918) (confederados en unión personal)
- Confederación de Nueva Rusia (2014)
- Alianza de Estados del Sahel (2024-presente)